# 金峰町
金峰町（きんぽうちょう）は、鹿児島県の南部にあった町で薩摩半島の中心部であり、日置郡に属した。
2005年11月7日、加世田市・大浦町・笠沙町・坊津町と合併して南さつま市となり、自治体としては消滅した。

## 地理
東部には、南薩の名峰で霊峰でもある金峰山（636m）を主峰とした山々が続く山岳地帯で、山麓から中央部にかけてはシラス台地となり、その後は海岸まで平野が広がり、海岸は吹上浜砂丘となっている。堀川・長谷川が町域を貫流し、鹿児島市錫山付近を源とする万之瀬川とそれぞれ合流し、東シナ海に注いでいる。支流域を含めた流域一帯は水田地帯となっている。
気候は年間を通じて温暖で、冬はやや季節風が強いが、海の影響でさほど寒くない。年間降水量は2077mmとなっている。西側からみた姿が横たわる女性に例えられる金峰山の麓、素晴らしい田園地帯で知られる。
旧石器時代からの豊富な遺跡が発掘されている。道の駅である｢木花館｣の名称は古事記に登場する木花咲耶姫に由来している。木・竹工芸品などの展示・販売、そば体験道場を通して町外の人たちとの交流を図ったり、手打ちのそばや、金峰コシヒカリのおむすびが食べられる。よっかぶい(高橋十八度踊)、金峰山神社大祭など歴史あるものから、木花館春祭りなど新しいものまで多彩な祭りが催されている。
- 薩摩半島
- 東シナ海
- 山 ： 金峯山
- 川 ： 万之瀬川
- 砂丘 ： 吹上浜 - 三大砂丘の一つ。日本の白砂青松100選。日本の渚百選。

## 歴史
- 1956年（昭和31年）9月30日 - 阿多村・田布施村が合併して金峰町が発足。町名の由来は金峯山から。
- 1959年（昭和34年）8月6日 - 大隅半島に上陸した台風第6号による豪雨により土砂崩れが発生。住民7人が生き埋めとなる[3]。
- 1993年（平成5年）9月3日 - 九州南部に上陸した台風13号により、避難勧告を受けた扇山集落の10世帯20人が避難していた大きな住宅を鉄砲水が襲い、全員が死亡した[4]。
- 2005年（平成17年）11月7日 - 加世田市・川辺郡笠沙町・大浦町・坊津町と合併して南さつま市が発足。同日金峰町廃止。またこれにより日置郡が消滅した。

## 文化遺産・観光
日本三大砂丘の一つで、美しい松林の続く広大な吹上浜があり、海ガメの産卵場所として名高い。一帯は県立吹上浜海浜公園として整備され、公園内を流れる万之瀬川の流域は県内でも有数の野鳥観察場であり、河口にか架かるサンセットブリッジから見る東シナ海に沈む夕日は観光客に感動を与えてくれる。また、公園内には県立南薩少年自然の家もあり、キャンプやカヌーを楽しむ家族連れで賑わっている。
（鹿児島県風土記より）

## 産業
温暖な気候や豊かな水に恵まれ、古くから米作を中心とした農業が行われ、圃場整備などの基盤整備や機械化にもいち早く取り組み、「南薩の穀倉地帯」と呼ばれている。なかでも早期水稲が盛んであり、3月上旬に田植えを行い、7月には出荷する超早場米は「金峰コシヒカリ」として県内外に知られている。また一部では古くからアイガモを用いた農法を使っている町でもある。また吹上浜砂丘一帯で生産される白ネギは、夏場を除くと周年出荷でき、品質の良さで人気があり、コシヒカリとともに町を代表する作物である。

### 特産品
気候と地理を活かした農業の盛んな町である。
- 金峰コシヒカリ（時期種別 ： 超早場米。2月から7月まで）
- 芋焼酎
- そば
- 薩摩切子（ガラス工芸品）
- 薩摩地鶏
- 金峰地鶏
- 白ネギ
- サツマイモ

## 地域

### 教育

#### 中学校

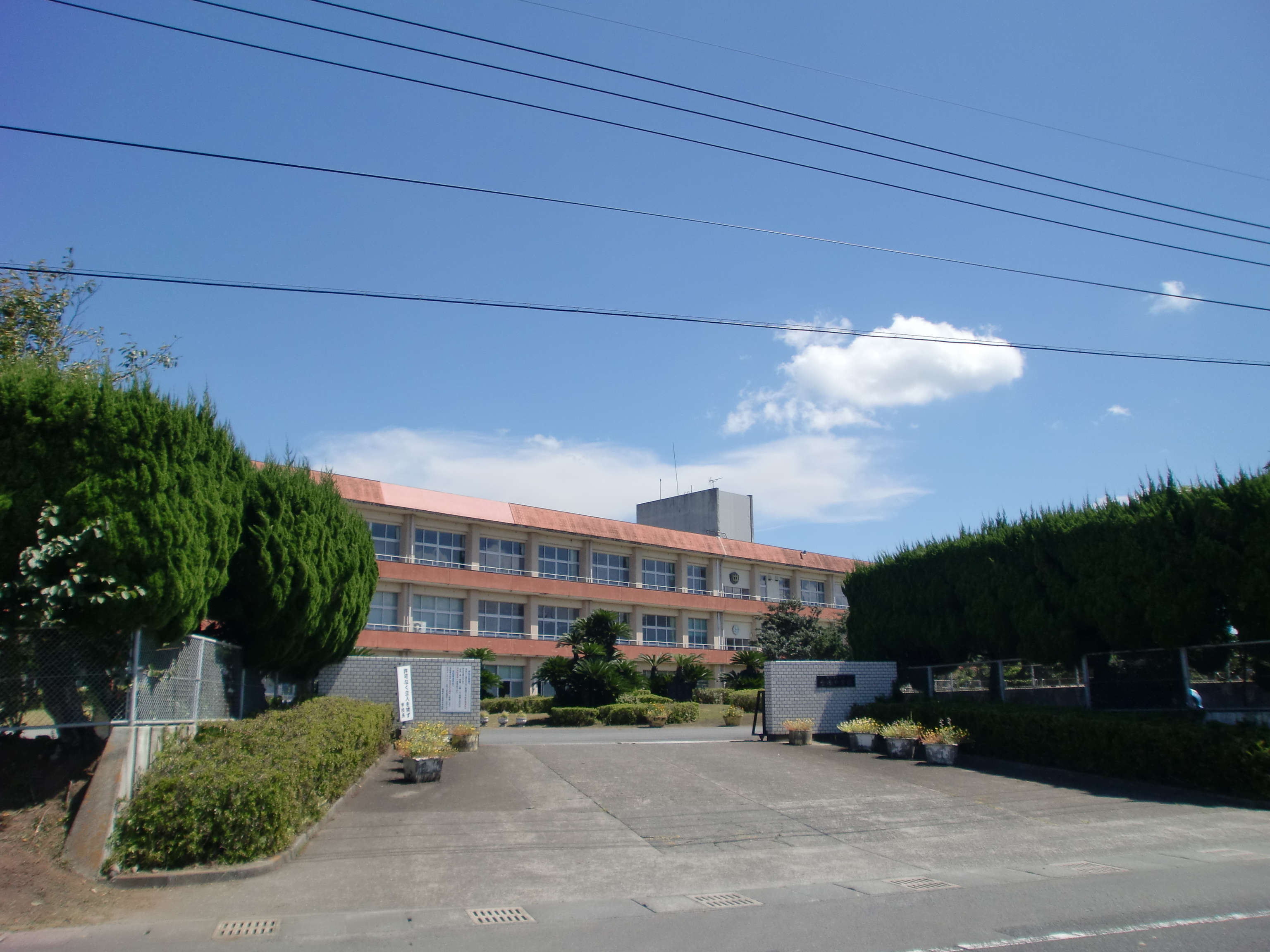
金峰町立金峰中学校

#### 小学校

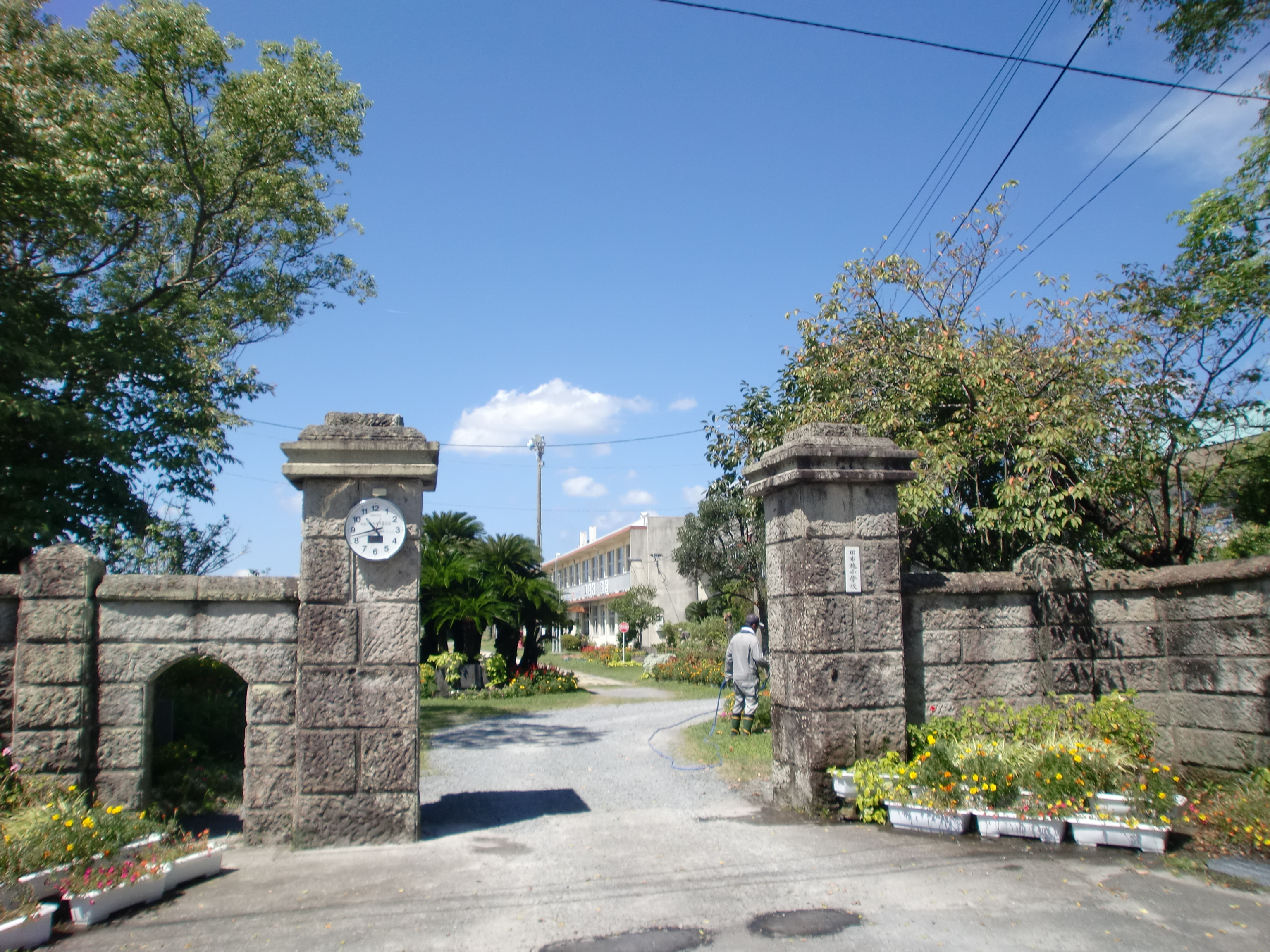
金峰町立田布施小学校
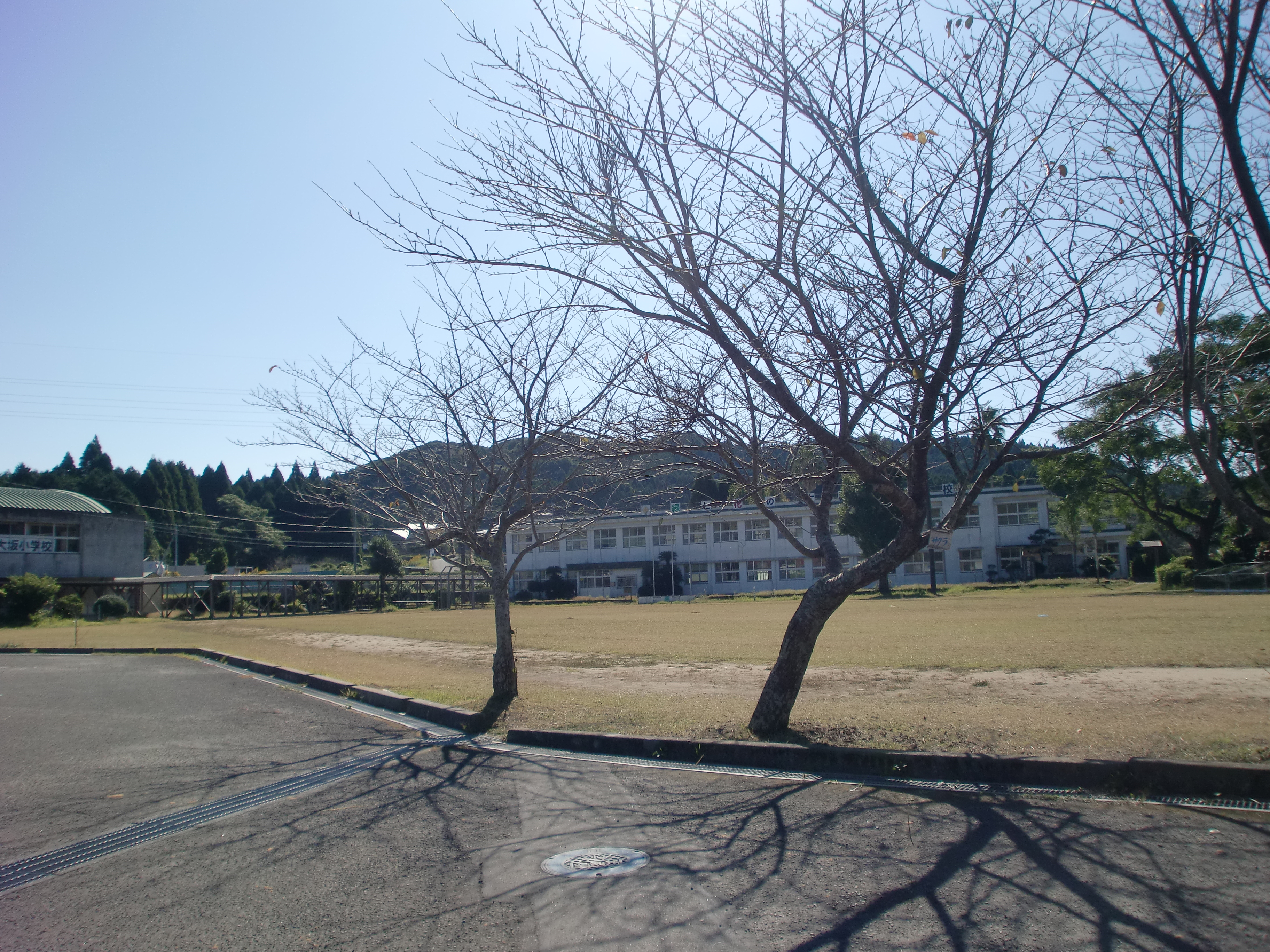
金峰町立大坂小学校
金峰町立阿多小学校
金峰町立大田小学校
金峰町立白川小学校

#### 特別支援学校

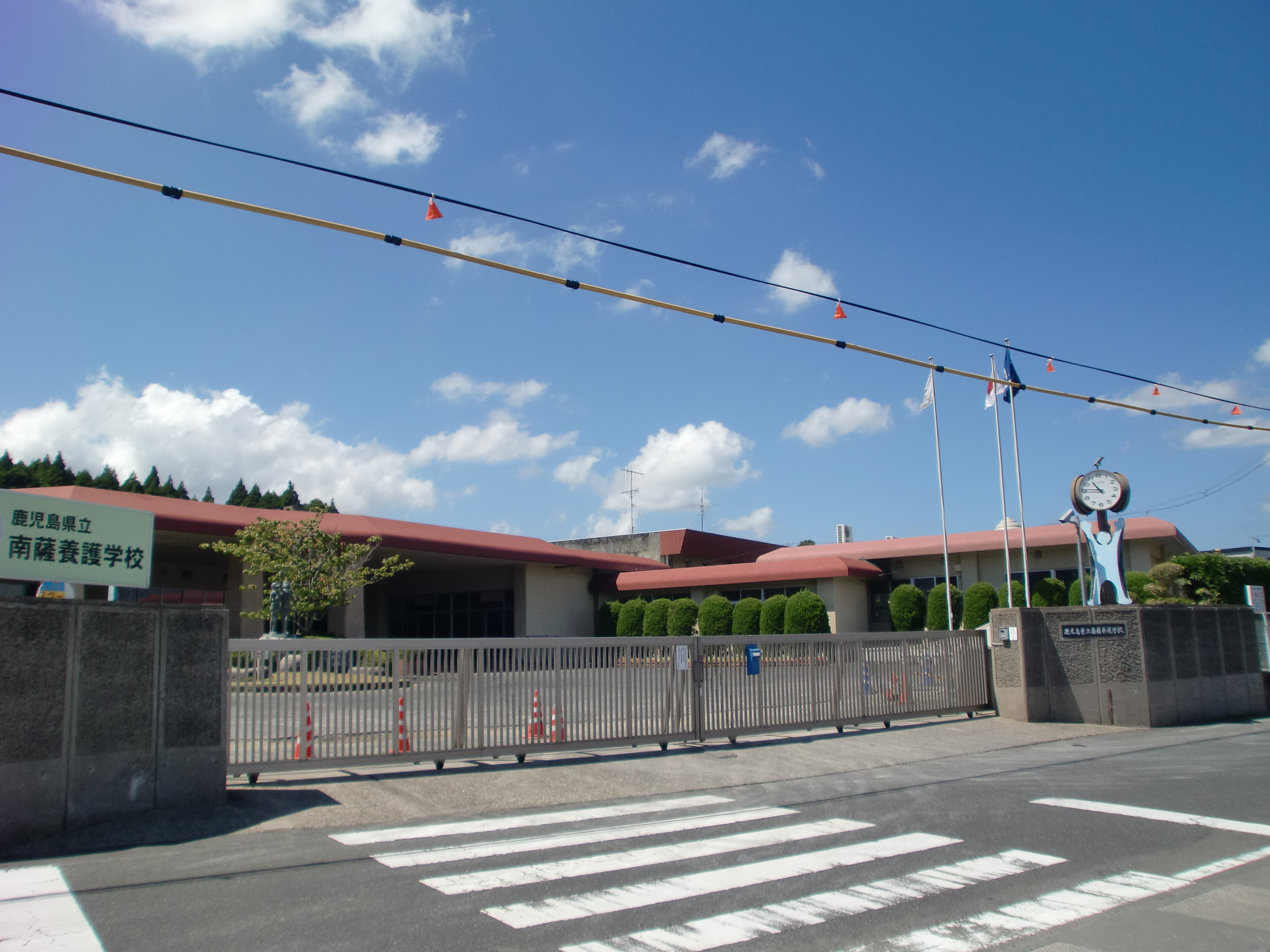
鹿児島県立南薩養護学校

#### その他教育施設
- 南薩少年自然の家　(吹上浜海浜公園敷地内)
- 歴史交流館 金峰

## 交通

### 空港
- 最寄り空港は鹿児島空港。

### 鉄道
町内を通る鉄道路線は存在しなかった。最寄り鉄道駅はJR九州指宿枕崎線枕崎駅。

#### 廃止された鉄道
- 鹿児島交通
  - 枕崎線（1984年3月17日廃止）：北多夫施駅 - 南多夫施駅 - 阿多駅
  - 知覧線（1965年11月15日廃止）：阿多駅 - 東阿多駅 - 花瀬駅 - 薩摩白川駅

### バス路線

#### 一般路線バス
- 鹿児島交通
  - 日置市 - 金峰町 - 加世田市 - 枕崎市
  - 鹿児島市 - 金峰町 - 加世田市

### 道路
高速道路の最寄りインターチェンジは指宿スカイラインの錫山インターチェンジ。

#### 一般国道
- 国道270号
  - 道の駅 ： 道の駅きんぽう木花館（町営 → 市営）

#### 県道

##### 主要地方道
- 鹿児島県道20号鹿児島加世田線（南薩横断道路）

##### 一般県道
- 鹿児島県道291号松元川辺線
- 鹿児島県道292号南田布施停車場線（合併後の2008年に路線廃止）
- 鹿児島県道293号北田布施停車場線（合併後の2008年に路線廃止）
- 鹿児島県道297号阿多川辺線
- 鹿児島県道加世田日吉自転車道線

## 名所・旧跡・観光スポット・祭事・催事
- 金峰夏祭 ： 8月15日
- 高橋十八度踊（よっかぶい） ： 8月22日
- 金峰山神社大祭 ： 10月19日
- きんぽう木花館春祭り ： 4月29日
- 金峰ふるさと産業祭り ： 11月第4日曜日
- 金峰山ふれあいウォーキング（旧　金峰おむすびマラソン） ： 10月第4日曜日